# My Heart Takes Over
"My Heart Takes Over" é uma canção do grupo britânico-irlandesas The Saturdays, lançado como o terceiro single do terceiro álbum de estúdio, "On Your Radar".O single foi lançado em 13 de novembro de 2011. A canção foi escrita por Ina Wroldsen e Mac Steve . A música também foi produzido por Steve Mac.O single estreou no número 15 na parada de singles do Reino Unido.

## Video Musical
Um vídeo de música para acompanhar o lançamento de "My Heart Takes Over" foi lançado no YouTube em 11 de Outubro de 2011, um comprimento total de três minutos e quarenta e seis segundos.

## Desempenho nas paradas
| Chart (2011)                     | Posição |
| -------------------------------- | ------- |
| Irlanda (IRMA)                   | 31      |
| Escócia (Scottish Singles Chart) | 8       |
| Reino Unido (UK Singles Chart)   | 15      |

## Lançamento
| País        | Data                | Formato          | Gravadora       |
| ----------- | ------------------- | ---------------- | --------------- |
| Reino Unido | 13 Novembro de 2011 | Digital Download | Polydor Records |
| Irlanda     | 13 Novembro de 2011 | Digital Download | Polydor Records |